# 2730 Barks
A 2730 Barks (ideiglenes jelöléssel 1981 QH) a Naprendszer kisbolygóövében található aszteroida. Edward L. G. Bowell fedezte fel 1981. augusztus 30-án.